# Hardy Rafn
Hardy Peter Vilhelm Rafn Jensen, född 17 september 1930  i Slagelse, död 23 januari 1997 i Danmark, var en dansk skådespelare. Rafn medverkade i 34 filmer mellan åren 1956 och 1997. Han är bland annat känd för att ha spelat rollen som byråsekreterare Gotfred Lund i den danska tv-serien Matador.

## Filmografi i urval
- Farsans rackarungar (1956)
- Sømænd og svigermødre (1962)
- Kanske i morgon (1964)
- Når enden er go' (1964)
- Prinsessan och tiggarprinsen (1966)
- Den kära leksaken (1968)
- Tintomara (1970)
- Jag och maffian (1973)
- Pigen og drømmeslottet (1974)
- Med trosor i lumpen (1975)
- Matador (1979)
- Gummi Tarzan (1981)
- Een stor familie (1982-1983)
- Skuggan av Emma (1988)
- Europa (1991)
- Det forsømte forår (1993)